# Mnich riasoforny

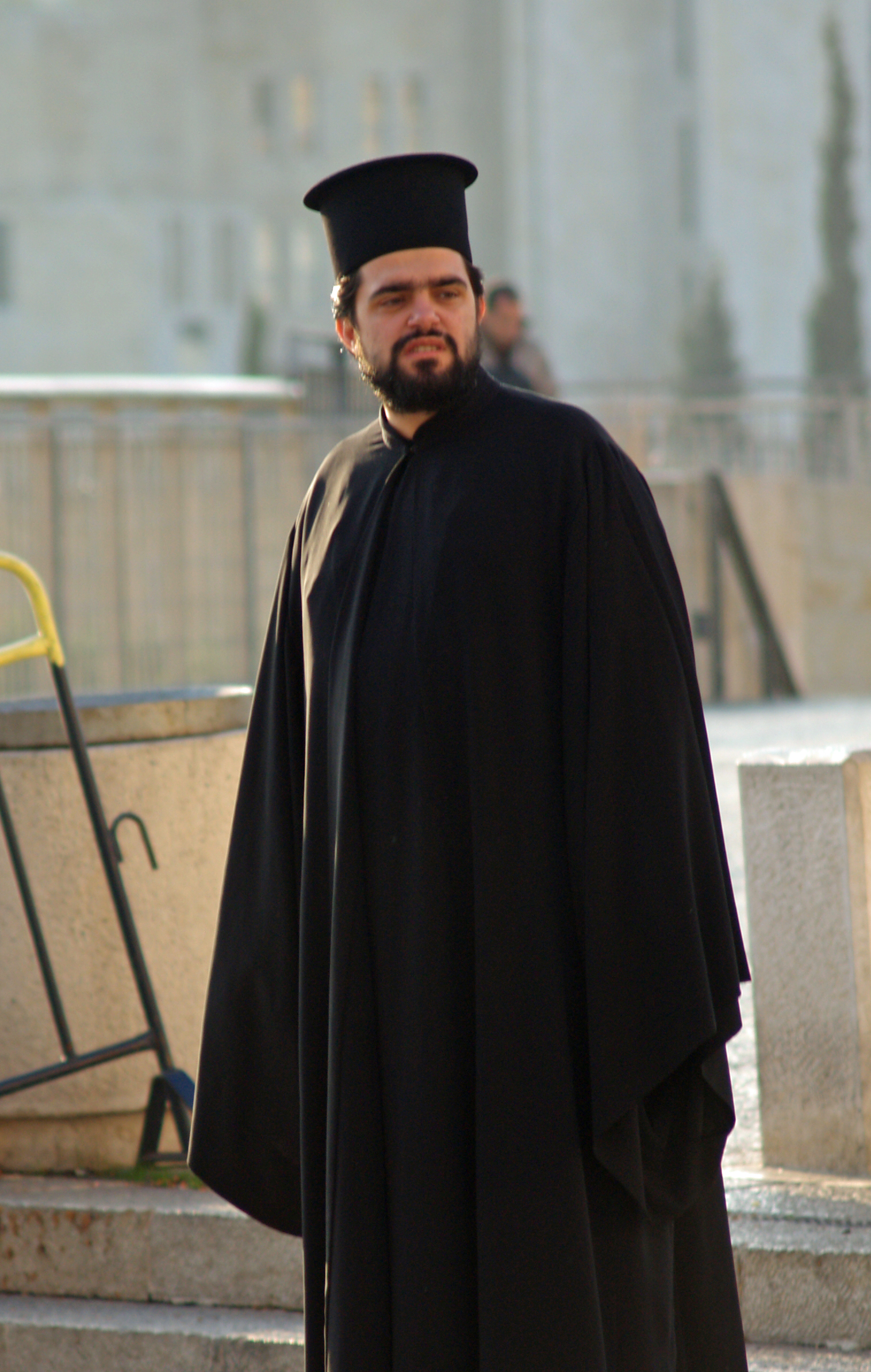
Mnich riasoforny

Mnich riasoforny – mnich, który został postrzyżony na pierwszy stopień zakonny. Postrzyżyn dokonuje biskup diecezjalny lub w jego zastępstwie ihumen (przełożony) monasteru. Nazwa pochodzi od czarnej szaty z szerokimi rękawami (cs. riasa), którą nosi mnich riasoforny. W momencie postrzyżyn w riasofor nie składa się ślubów (odpowiednie modlitwy wypowiada jedynie postrzygający), natomiast dokonuje się obcięcia czterech pasm włosów kandydata do stanu mniszego, można też nadać mu nowe imię.
Szata mnicha riasofornego składa się z riasy, kłobuka oraz sznura modlitewnego (czotek).